# Ljubiša Tumbaković
Ljubiša Tumbaković (Belgrado, 2 settembre 1952) è un allenatore di calcio ed ex calciatore serbo, di ruolo centrocampista.

## Palmarès

### Giocatore

#### Competizioni nazionali
- Campionato jugoslavo: 1

Partizan: 1975-1976

### Allenatore

#### Competizioni nazionali
- Campionato jugoslavo: 6

Partizan: 1992-1993, 1993-1994, 1995-1996, 1996-1997, 1998-1999, 2001-2002
- Kup Srbije i Crne Gore: 3

Partizan: 1993-1994, 1997-1998, 2000-2001
- Chinese Super League Cup: 1

Shandong Luneng: 2004
- Coppa della Cina: 2

Shandong Luneng: 2004, 2006
- Campionato cinese: 2

Shandong Luneng: 2006, 2008

#### Individuale
- Allenatore serbo dell'anno: 1

2006